# Misaeng
Misaeng est une série télévisée sud-coréenne réalisée par Kim Won Suk à partir de 2014.

## Synopsis
Jang Geu-rae, jeune champion de go, se fait engager comme stagiaire dans une grande entreprise.

## Fiche technique
- Réalisation : Kim Won Suk
- Scénario : Jung Yoon-Jung, d'après la bande dessinée Yoon Tae-Ho (2012)
- Société de production et de distribution : TvN
- Sortie :  Corée du Sud : 17 octobre 2014 (saison 1)

## Distribution
- Yim Si-wan : Jang Geu-rae
- Lee Sung-min : Oh Sang-sik
- Kang So-ra : An Young-yi
- Kang Ha-neul : Jan Bael-ki
- Kim Dae-Myung
- Sin Eun-Jong
- Jeon Seok-ho : le député Ha Seong-joon
- Oh Jung-se : le mari du PDG de Chungsol (caméo)

## Note
- Le mot « misaeng » désigne, dans un jeu de go, les pions non encore activés et qui ont donc la possibilité de vivre pleinement.